# پنگوئن پادشاه
پنگوئن پادشاه (نام علمی: Aptenodytes patagonicus) دومین گونه بزرگ پنگوئن پس از پنگوئن امپراتور است.